# طرق اكتشاف الكواكب غير الشمسية
طرق اكتشاف الكواكب خارج المجموعة الشمسية  هي أساليب غير مباشرة يلجاء إليها علماء الفلك للكشف عن الكواكب خارج المجموعة الشمسية نظرا لكون الضوء المنبعث من الكوكب خافتا مقارنة بالضوء الصادر عن النجم مما يجعل اكتشاف الكوكب صعباً، خاصةً وأن الضوء المنبعث من النجم يغلب على الضوء المستقبل من الكوكب. ولهذا فقد انحصر عدد الكواكب المكتشفة خارج المجموعة الشمسية والتي رؤيت مباشرة في عدد قليل حتى الآن.
اعتبارا من عام 2016، حققت عدة طرق مختلفة غير مباشرة النجاح في هذا المجال.

## طرق الاكتشاف

### سرعة شعاعية

دوران نجم وكوكبه حول مركز ثقلهما.)

طبقا لقوانين الجاذبية تكون الحركة بالبندولية لنجم مقترن بكوكب يدور في فلكه تكون صغيرة بمقارنتها بفلك الكوكب، هذا بسبب الاختلاف الكبير بين كتلتيهما. وهذه الحركة البندولية الدوارانية التي يؤديها النجم (أنظر الشكل)، تتميز باختلاف في سرعته عندما تكون حركته في اتجاه الأرض أو يكون مبتعدا عنها في مداره. أي أنه يوجد اختلاف في السرعة الشعاعية للنجم عند مشاهدته من الأرض.
ويمكن استنباط السرعة الشعاعية من الإزاحة التي تعتري خطوط طيف النجم بالمقارنة بالنجوم المجاورة له والتي تظهر في هيئة تأثير دوبلر. وتعتمد طريقة قياس السرعة الشعاعية على قياس ذلك الاختلاف ومنها يمكن الحكم على وجود كوكب تابع له.
وتكون سرعة النجم حول مركز الثقل أقل كثيرا عن سرعة الكوكب بسبب صغر نصف قطر حركته الدورانية حول مركز الثقل بينهما. ويمكن قياس اختلاف في السرعة يبلغ 1 متر في الثانية بالأنواع الحدسثة من المطيافات مثل مطياف HARPS ذو 6و3 متر تلسكوب الموجود في مرصد لاسيلا التابع المرصد الأوروبي الجنوبي إيسو في شيلي، أو مطياف HIRES التابع إلى مرصد كيك. وهناك طريقة بسيطة وقليلة الكلفة لقياس السرعة الشعاعية وهي بواسطة مطيافية التشتت الخارجي externally dispersed interferometry.

وتعتبر تلك الطريقة هي أسخى الطرق التي يستخدمها الباحثون عن الكوانب، وهي تعرف في نفس الوقت بمطيافية دوبلر.
كما تستخدم تلك الطريقة بالمشاركة مع طريقة عبور الكوكب للتأكد من القياسات، وحينما تقترن تلك الطريقتين فيمكن معرفة كتلة الكوكب المكتشف الحقيقية.

### طريقة عبور كوكب

عبور كوكب عبر قرص النجم التابع له. ويبين المنحنى أسفله تغير شدة الضوء المسجلة مع زمن العبور (منحنى ضوئي).

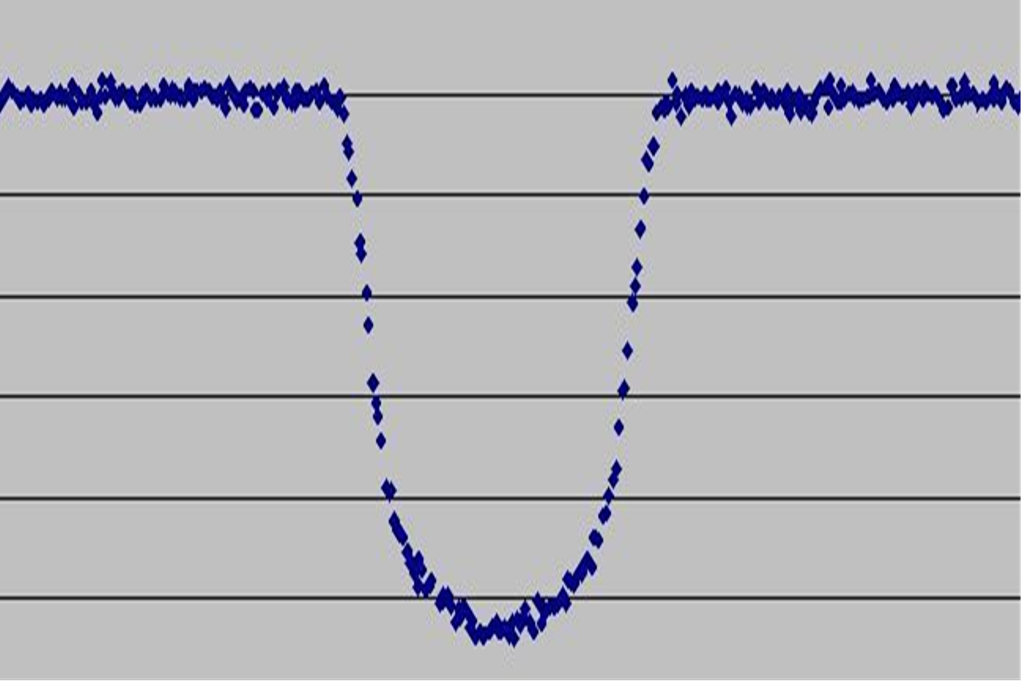
المنحنى الضوئي لعبور الكوكب كبلر 6 ب..

يمكن بواسطة قياس المنحنى الضوئي لهذا النظام تعيين قطر الكوكب. إذا عبر كوكب عبر صفحة النجم الذي يتبعه فإن الضوء الصادر من النجم يضعف قليلا (فهي ظاهرة خسوف). ويعتمد مقدار ذلك الانخفاض في إضاءة النجم على حجم الكوكب بالنسبة إلى حجم النجم.
وعلى سبيل المثال ففي حالة HD 209458 ينخفض إضاءة النجم بمقدار 7و1 % . وتلك الطريقة لها ميزتين:
1) أن عبور الكوكب عبر نجمه يمكن رؤية حدوثها إذا كان مدار الكوكب في نفس اتجاه المشاهد. ويعتمد احتمال وجود مدار الكوكب في نفس اتجاه الرؤية على نسبة قطر الكوكب إلى قطر النجم. وتوجد نحو 10 % من الكواكب ذات المدار الصغير على هذا النحو، وتقل النسبة للكواكب ذات مدارات أكبر. وبالنسبة إلى كوكب يلف حول نجم في حجم الشمس وعلى بعد 1 وحدة فلكية (150 مليون كيلومتر) تكون احتمال وجود مدار الكوكب في نفس اتجاه الأرض نحو 47%. ولكن عن طريق مسح مناطق واسعة في السماء بها آلاف النجوم في وقت واحد فإن طريقة اكتشاف الكواكب بطريقة العبور تعتبر أكثر نجاحا من طريقة السرعة الشعاعية.
,
مع انها لا تستطيع تحديد أي من النجوم له كوكب.
2) تعاني الطريقة من معدل للخطأ عالي. ولهذا يحتاج طريقة العبور إلى تأييد من طريقة أخرى، مثل طريقة قياس السرعة الشعاعية.
.
ومن أهم مزايا طريقة العبور قدرتها على تعيين حجم الكوكب عن طريق قياس منحنى الإضاءة. وعند اقترانها بطريقة السرعة الشعاعية (وهي التي تعين كتلة الكوكب) فيمكننا حساب كثافة الكوكب، وبذلك معرفة بعض خصائص بنايته الطبيعية. وتعتبر التسعة كواكب التي درست بهاتين الطريقتين هم أحسن الكواكب والمدروسة وأدق مواصفات عرفت حتى الآن عن كواكب خارج المجموعة الشمسية.

كما تسمح طريقة عبور الكوكب أمام نجمه بمعرفة أشياء عن جوه. فعندما يعبر الكوكب قرص النجم يتخلل بعض ضوء النجم جو الكوكب. وبدراسة الأطياف جيدة التباين (الوضوح) يمكن اكتشاف عناصر موجودة في جو الكوكب. ويمكن التعرف على الكثير من جو الكوكب عن طريق قياس استقطاب ضوء النجم المار خلاله أو المنعكس على جوه. وقد اكتشف تلسكوب كيبلر أكثر من 3800 كوكب بهذه الطريقة.

### زمنالنباض

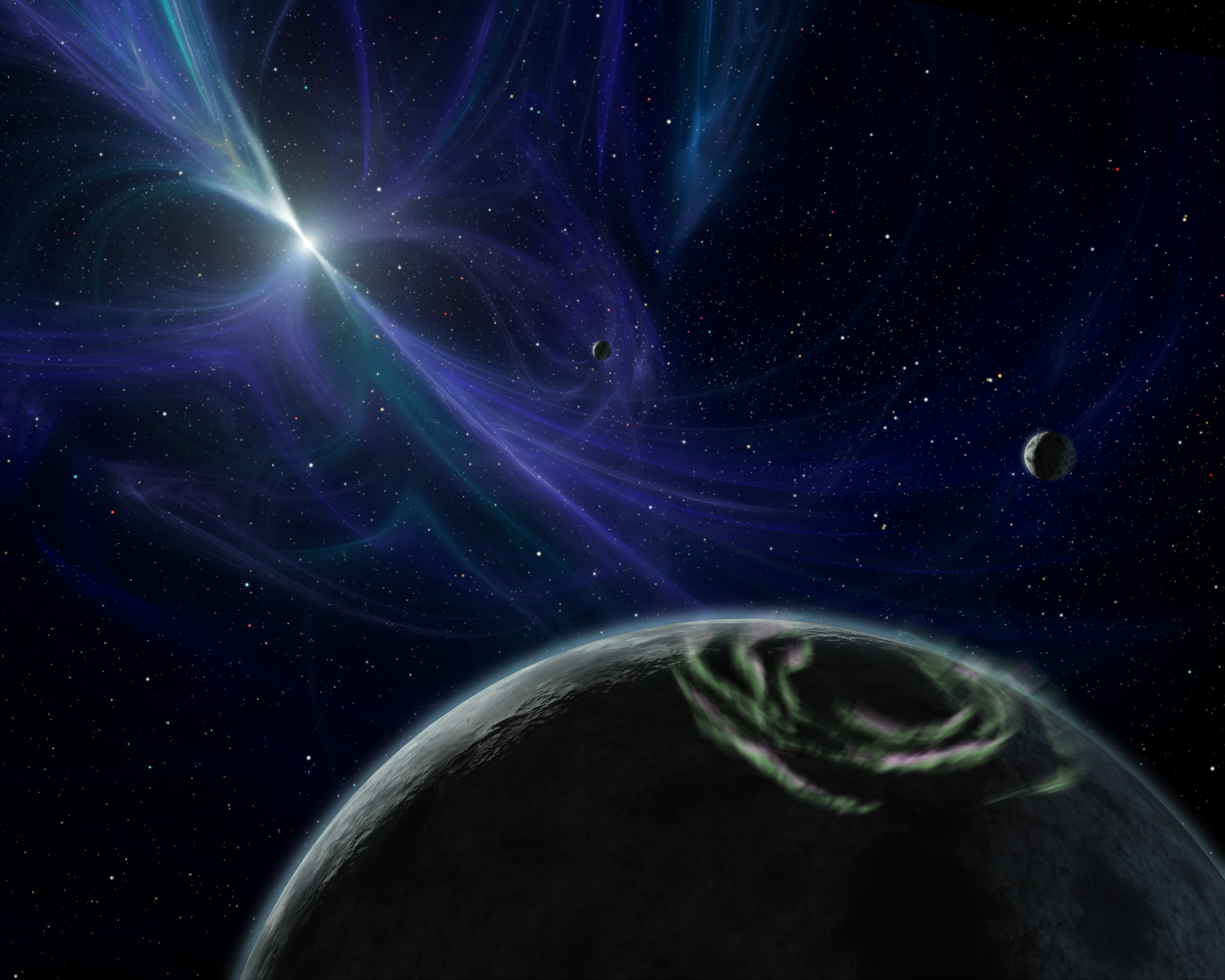
لوحة فنان لنظام كواكب النباض PSR 1257+12.

النباض هو نجم نيوتروني، وهو نجم صغير جدا شديد الكثافة جدا مكون من النيوترونات فقط، وهو عبارة عن أشلاء نجم عادي بعد انفجاره على هيئة مستعر أعظم. تلك النجوم النباضة تدور بسرعة فائقة حول محورها وتطلق شعاع موجات راديوية متجهة، فعندما نستقبل إشارات مثل هذا النجم الأرض نجد أن إشاراته موجاته الكهرومغناطيسية تأتي وتختفي على فترات زمنيه دورية، مثلها كمثل الفنار الذي يرشد السفن في البحر. ونظرا لأن دورة استقبال الموجات من النباض تكون مضبوطة جدا فإن تغيرها يمكن من دراسة حركة النباض.
ومثل أي نجم آخر فإن النباض يدور أيضا في فلك صغير إذا كان له كوكب تابع. وتمكّن حسابات قياسات تغيرات زمن النبضات من تعيين قياسات فلكه.

ولم تبتكر تلك الطريقة أساسا بغرض اكتشاف الكواكب خارج المجموعة الشمسية، ولكنها حساسة جدا بحيث تستطيع اكتشاف كواكب صغير قد تبلغ كتلتها عشر كتلة الأرض. كما في استطاعتها اكتشاف تغير الجاذبية بين موجموعة من الكواكب وإعطاء معلومات عن أفلاك الكواكب في ذلك النظام.
ويعتبر أهم ضعف لطريقة النباض لاكتشاف كواكب خارج المجموعة الشمسية هو ندرة وجود هذا النوع من النجوم، كما أن وجود حياة على أحد كواكب النجوم النباضة غير ممكن بسبب الطاقة الإشعاعية الهائلة التي يشعها النباض بحيث تقضي على أي نوع من الحياة على الكوكب.

### التصوير المباشر
التصوير المباشر هو أحد الطرق الرئيسية لاكتشاف الكواكب خارج المجموعة الشمسية، ويعتمد على التصوير المباشر للكواكب الأجرامية المحيطة بالنجوم الأخرى. يتضمن استخدام التلسكوبات الضوئية وتقنيات التصوير في الأشعة تحت الحمراء. يمكن استخدام تقنيات التصوير المباشر لتحديد الخصائص الفيزيائية للكواكب كالحرارة والتركيب الكيميائي والكثافة السطحية. يعد التصوير المباشر تحديًا بالنسبة للعلماء ويتطلب حساسية عالية للغاية، وغالبًا ما تكون الكواكب الأجرامية المحيطة بالنجوم الأخرى ضعيفة الإشعاع.

## طريقة العدسية الصغرية الجذبية
هذه الطريقة مبنية على ظاهرة انحناء الضوء عند مروره بالقرب من جرم سماوي (كوكب)، فيحدث زيادة ونقصان في درجة لمعان ضوء نجم خلفي نراه. من هذا التغير في المنحنى الضوئي للنجم يمكن الحصول على معلومات عن الكوكب المتسبب في هذا التغيير (انظر المقال التفصيلي).